# Chuck Hayes
Charles Edward "Chuck" Hayes, Jr. (ur. 11 czerwca 1983 w San Leandro) – amerykański koszykarz, występujący na pozycjach silnego skrzydłowego lub środkowego, po zakończeniu kariery zawodniczej trener koszykarski.
Przystąpił do draftu NBA 2005, nie został jednak wybrany przez żaden z zespołów. Jeszcze tego samego roku przystąpił również do draftu D-League. Tym razem został wybrany z numerem 6 przez zespół Albuquerque Thunderbirds. W 2006 roku wziął też udział w drafcie do ligi WBA. Został wybrany z numerem 4 przez zespół Cleveland Magic. Nie rozegrał jednak w jego barwach ani jednego spotkania.
Jako zawodnik Thunderbirds notował średnio 10,8 punktu oraz 11,4 zbiórki. Średnia zbiórek okazała się drugą najwyższą w D-League, jednak Hayes nie został sklasyfikowany w tej kategorii, ze względu na rozegranie zaledwie 15 spotkań sezonu zasadniczego.
18 stycznia 2006 roku podpisał swój drugi kontrakt z Houston Rockets (10-dniowy). Po tym jak opuścił szeregi zespołu z Albuquerque zdobył on mistrzostwo D–League. 28 stycznia przedłużył umowę z Rockets do końca rozgrywek. W barwach zespołu z Houston spędził ponad pięć lat. 9 grudnia 2011 roku związał się umową z Sacramento Kings.
9 grudnia 2013 został wytransferowany wraz z Greivisem Vasquezem, Johnem Salmonsem oraz Patrickiem Pattersonem do Toronto Raptors, w zamian za Rudy'ego Gaya, Quincy'ego Acy oraz Aarona Graya.
31 sierpnia 2015 podpisał umowę z zespołem Los Angeles Clippers.

## Osiągnięcia
NCAA
- 2-krotny mistrz konferencji SEC
- 2-krotny zwycięzca turnieju SEC (2003, 2004)[2]
- Wybrany do składu All-SEC Honorable Mention (2003)[2]
- Zaliczony do składu All-SEC Freshman Team (2002)[5]
- Zaliczony do:
  - I składu:
    - SEC (2005)[1]
    - turnieju SEC (2004)[2]

  - II składu SEC (2004)[2]
- Obrońca Roku Konferencji SEC (2005)[1]
- MVP turnieju Portsmouth Invitational (2005)[1]

Reprezentacja
- Uczestnik Igrzysk panamerykańskich (2003 – 4. miejsce)[6]